# Fernand Dehousse

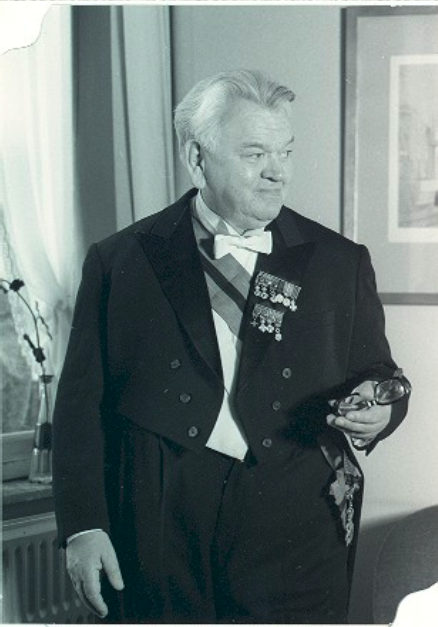
Fernand Dehousse

Fernand Dehousse (* 3. Juli 1906; † 10. August 1976) war ein belgischer Politiker der Belgischen Arbeiterpartei.

## Leben
Dehousse studierte vor dem Zweiten Weltkrieg Rechts- und Sozialwissenschaften an der Universität Lüttich. Später unterrichtete er ab 1947 an dieser Universität als Hochschullehrer Rechtswissenschaften. Dehousse war für Belgien Vertreter in der Generalversammlung der Vereinten Nationen. Von 1956 bis 1959 war er Präsident der Parlamentarischen Versammlung des Europarates. Dehousse war Abgeordneter im Europäischen Parlament. Er war mit der Philologin und Hochschullehrerin Rita Lejeune verheiratet; der belgische Politiker Jean-Maurice Dehousse ist ihr gemeinsamer Sohn.